# رئيس تركمانستان
رئيس تركمانستان هو رأس الدولة ورئيس الحكومة في دولة تركمانستان، وهُو أيضا الرئيس التنفيذي للحكومة الاتحادية ورئيس أركان القوات المُسلحة التركمانية.
يشغل سردار بردي محمدوف منصب رئيس تركمانستان، وهُو ثالث رئيس في تاريخ البلاد مُنذ حصول هاته الأخيرة على الاستقلال سنة 1991 إبان فترة تفكك الاتحاد السوفيتي. حيث خلف سردار أباه قربانقلي محمدوف ثاني رئيس في تاريخ تركمانستان، والأخير تولى منصبه عندما توفي نيازوف سنة 2006، بعد فترة حُكم دامت 15 عامًا. في انتخابات عام 2007، حصل بيردي محمدوف على 98٪ من الأصوات الشعبية في البلاد، في انتخابات خاضها محمدوف إلى جانب 8 مُرشحين آخرين، وهُو الآن في سُدة الحُكم لأكثر من 18 سنة. أقرت البلاد إصلاحات في عام 2016 بإلغاء حدود فترة الرئاسة وإلغاء شرط السن السابق الذي يقل عن 70 عامًا، وكذلك تمديد مُدة الولاية الرئاسية الواحدة من خمس إلى سبع سنوات. رئيس تركمانستان هو أيضا القائد الأعلى للقوات المُسلحة التركمانية ورئيس مجلس الوزراء في البلاد.جرت إنتخابات رئاسية في البلاد يوم 12 مارس 2022 وإنتهت يوم 15 من نفس الشهر بفوز سردار بردي محمدوف بنسبة أصوات قدرت بـ72.97%.

## شروط الترشح والعزل من منصب الرئيس
يجب على كُل شخص أراد الترشح لمنصب رئيس تركمانستان أن يتوفر فيه ما يلي :
- يجب أن يكون قد ولد في تركمانستان.
- يجب أن يجيد اللغة التركمانية.
- يجب ألا يقل عمره عن 41 عامًا.
- يجب أن يكون قد أقام في تركمانستان منذ 15 عامًا متتالية.
- يجب أن يكون ذو عمل قار.

يجوز إنهاء صلاحيات رئيس تركمانستان وفقاً للمادة 57 من الدستور التركماني في الحالات التالية :
- عدم قُدرة الرئيس على أداء واجباته الرئاسية بداعي المرض.
- مخالفة الدستور والقوانين العامة.
- تصويت بحجب الثقة عن الرئيس.

ينُص القانون التركماني على أنه في حالة عزل الرئيس من منصبه، يُعين رئيس البرلمان التركماني كرئيس بالنيابة، مع إجراء الانتخابات الرئاسية في موعد لا يتجاوز 60 يومًا بعد تاريخ العزل. هاته الحالة لم تحدث أبدا، حيث أنه في سنة 2006، عندما كان منصب الرئيس في تركمانستان شاغرًا بعد وفاة نيازوف، نقل مجلس أمن الدولة في تركمانستان [الإنجليزية] الحق في تولي منصب الرئيس بالنيابة إلى النائب الأول للرئيس [الإنجليزية] في حالة خاصة. كما أُلغي شرط ألا يكون للرئيس بالوكالة الحق في الترشح وخوض الانتخابات الرئاسية.

## الإقامة
يُعد قصر أوغوزخان الرئاسي [الإنجليزية] مقر الإقامة الرئيسي/مكان العمل الرئيسي للرئيس التركماني، ويقع في ميدان الاستقلال في العاصمة [الإنجليزية] عشق أباد. تُستخدم قاعات القصر المُختلفة لاستقبال القادة الأجانب وتوقيع المراسيم الرئاسية. امتلك الرئيس السابق صابر مراد نيازوف مسكنًا خاصًا في مقر إقامة رسمي في أرشابيل، وهي بلدة تبعد 28 كيلومترًا عن عشق أباد.

## قادة تركمانستان (1924-1991)

### الأمين الأول للحزب الشيوعي التركماني
1. إيفان مزلاوك (19 نوفمبر 1924 - 1926) (قائم بأعمال المنصب حتى 20 فبراير 1925)
2. شيمردان إبراغيموف (يونيو 1926 - 1927)
3. نيكولاي باسكوتسكي (1927-1928)
4. غريغوري آرونشتام (11 مايو 1928 - أغسطس 1930)
5. ياكوف بوبوك (أغسطس 1930 - 15 أبريل 1937)
6. أنا محمدوفا (أبريل - أكتوبر 1937) (قائمة بأعمال المنصب)
7. ياكوف تشوبين (أكتوبر 1937 - نوفمبر 1939)
8. ميخائيل فونين (نوفمبر 1939 - مارس 1947)
9. شادزا باتيروف (مارس 1947 - يوليو 1951)
10. سوخان باباييف (يوليو 1951 - 14 ديسمبر 1958)
11. دزوما دوردي كاراييف (14 ديسمبر 1958 - 4 مايو 1960)
12. باليش أوفيزوف (13 يونيو 1960 - 24 ديسمبر 1969)
13. محمد نزار غابوروف (24 ديسمبر 1969 - 21 ديسمبر 1985)
14. صفرمراد نيازوف (21 ديسمبر 1985 - 16 ديسمبر 1991)

## رؤساءجمهورية تركمانستان(1990-حتى الآن)
الرموز
C  استفتاء دستوري
†  توفي في المنصب
| No. | الصورة    | الاسم (الميلاد–الوفاة)       | الانتخابات     | الفترة         | الفترة            | الفترة          | الحزب السياسي               |
| No. | الصورة    | الاسم (الميلاد–الوفاة)       | الانتخابات     | استلم المنصب   | ترك المنصب        | الفترة          | الحزب السياسي               |
| --- | --------- | ---------------------------- | -------------- | -------------- | ----------------- | --------------- | --------------------------- |
| 1   |           | صفرمراد نيازوف (1940–2006)   | 1990           | 2 نوفمبر 1990  | 21 ديسمبر 2006[†] | 16 سنة، 49 يوم  | الحزب الشيوعي التركمانستاني |
|     | 1992      | صفرمراد نيازوف (1940–2006)   | DPT            | 2 نوفمبر 1990  | 21 ديسمبر 2006[†] | 16 سنة، 49 يوم  |                             |
| —   |           | قربانقلي بردي محمدوف (1957–) | —              | 21 ديسمبر 2006 | 14 فبراير 2007    | 55 يوم          | DPT                         |
| 2   | 2007 2012 | قربانقلي بردي محمدوف (1957–) | 14 فبراير 2007 | 19 مارس 2022   | 15 سنة، 33 يوم    |                 | DPT                         |
|     | 2017      | قربانقلي بردي محمدوف (1957–) | 14 فبراير 2007 | 19 مارس 2022   | 15 سنة، 33 يوم    | مستقل           |                             |
| 3   |           | سردار بردي محمدوف (1981–)    | 2022           | 19 مارس 2022   | في المنصب         | 3 سنوات و5 أيام | DPT                         |

## الترتيب حسب المدة في المنصب
| الترتيب | الرئيس               | المدة التي قضاها في المنصب | المدة التي قضاها في المنصب |
| ------- | -------------------- | -------------------------- | -------------------------- |
| 1       | صفرمراد نيازوف       | 15 سنوات و5 أيام           | 15 سنوات و5 أيام           |
| 2       | قربانقلي بردي محمدوف | 55 أيام (بشكل مُؤقت)        | 15 سنوات و88 أيام          |
| —       | قربانقلي بردي محمدوف | 15 سنوات و33 أيام          | 15 سنوات و88 أيام          |
| 3       | سردار بردي محمدوف    | 3 سنوات و5 أيام            | 3 سنوات و5 أيام            |